# Tính trung lập của tiền
Tính trung lập của tiền là quan điểm cho rằng thay đổi trong cung tiền chỉ ảnh hưởng đến các biến danh nghĩa trong nền kinh tế như giá cả, tiền lương và tỷ giá hối đoái, nhưng không ảnh hưởng đến các biến thực như việc làm, GDP thực và tiêu dùng thực tế. Tính trung lập của tiền là một giả thuyết quan trọng trong kinh tế học cổ điển và có liên quan đến lý thuyết phân đôi cổ điển. Nó ngụ ý rằng ngân hàng trung ương không ảnh hưởng đến nền kinh tế thật (ví dụ: số lượng việc làm, quy mô GDP thực, số lượng đầu tư thực tế) qua việc tạo ra tiền. Thay vào đó, bất kỳ sự gia tăng nào trong cung tiền sẽ được bù đắp bởi tỷ lệ gia tăng trong giá cả và tiền lương. Giả định này làm cơ sở cho một số mô hình kinh tế vĩ mô chính thống (ví dụ như các mô hình chu kỳ kinh tế thực). Những học thuyết khác như chủ nghĩa tiền tệ vẫn xem tiền mang tính trung lập trong dài hạn.
Khi tính trung lập của tiền bằng mức tăng trưởng dân số zero, nền kinh tế được cho là ở trạng thái cân bằng ổn định.:41–43
Tính  siêu trung lập của tiền là một thuộc tính mạnh hơn tính trung lập của tiền. Nó thể hiện rằng không chỉ nền kinh tế thực không bị ảnh hưởng bởi tỷ lệ cung tiền mà tốc độ tăng trưởng cung tiền cũng không ảnh hưởng đến các biến thực. Trong trường hợp này, tiền lương danh nghĩa và giá cả vẫn tỷ lệ thuận với cung tiền danh nghĩa không chỉ để đáp ứng với những thay đổi lâu dài trong một lần của cung tiền danh nghĩa mà còn phản ứng với những thay đổi lâu dài trong tốc độ tăng trưởng của cung tiền danh nghĩa. Tính siêu trung lập được giải quyết trong bối cảnh các mô hình dài hạn.

## Bối cảnh ra đời
Theo Don Patinkin, khái niệm tính trung lập của tiền tệ đã có từ thời David Hume. Bản thân thuật ngữ này được các nhà kinh tế học lục địa sử dụng lần đầu tiên vào đầu thế kỷ 20, và đã bùng nổ như một chủ đề đặc biệt trong các tài liệu kinh tế bằng tiếng Anh ngay khi màn giới thiệu về thuật ngữ và khái niệm của Friedrich Hayek trong những bài học LSE nổi tiếng năm 1931 của ông được xuất bản với tựa đề Giá cả và Sản xuất. Keynes bác bỏ tính trung lập của tiền trong ngắn hạn lẫn dài hạn.

## Quan điểm và phản đối
Nhiều nhà kinh tế học cho rằng tính trung lập của tiền tệ là một ước tính tốt về cách nền kinh tế hoạt động trong khoảng thời gian dài nhưng trong ngắn hạn thì áp dụng lý thuyết cân bằng tiền tệ, trong đó cung tiền danh nghĩa sẽ ảnh hưởng đến sản lượng. Một lập luận cho rằng giá cả và đặc biệt là tiền lương thì cố định (vì chi phí thực đơn, v.v.), và không thể được điều chỉnh ngay lập tức với những thay đổi đột ngột trong cung tiền. Một cách giải thích khác về những ảnh hưởng trong kinh tế thực của các biến động trong cung tiền cho rằng không phải là mọi người không thể thay đổi giá mà là họ không nhận ra rằng họ làm như vậy là vì lợi ích của họ. Phương thức tiếp cận tính hợp lý có giới hạn cho thấy rằng các khoản thu hẹp nhỏ trong cung tiền không được tính khi các cá nhân bán nhà hoặc tìm việc, và do đó họ sẽ dành nhiều thời gian hơn để tìm kiếm một hợp đồng đã hoàn thiện so với khi không có sự thu hẹp tiền tệ. Hơn nữa, việc thay đổi mức lương danh nghĩa tối thiểu do hầu hết các công ty đề ra được quan sát là bằng 0: một con số thất thường theo lý thuyết tính trung lập của tiền tệ nhưng là một ngưỡng tâm lý do ảo giác tiền tệ.
Tính trung lập của tiền đang là câu hỏi trọng tâm của chủ nghĩa tiền tệ. Những câu trả lời quan trọng nhất đã được trình bày chi tiết trong cơ cấu của đường cong Phillips. Milton Friedman, người đưa ra giả thuyết kỳ vọng thích ứng, đã phân biệt một dãy đường cong Phillips ngắn hạn và dài hạn, trong đó các đường cong ngắn hạn được cho là đường cong thông thường, có độ dốc xuống, trong khi đường cong dài hạn thực sự là một đường thẳng đứng biểu thị tỷ lệ thất nghiệp tự nhiên. Theo Friedman, tiền không mang tính trung lập trong ngắn hạn, vì các đại diện kinh tế bị nhầm lẫn do ảo giác tiền tệ nên luôn phản ứng với những thay đổi trong cung tiền. Nếu cơ quan quản lý tiền tệ tăng lượng tiền dự trữ và mức giá thì các đại diện kinh tế sẽ không bao giờ phân biệt được những thay đổi thực và danh nghĩa, cho nên họ sẽ xem việc tăng lương danh nghĩa là những thay đổi thực sự, do đó cung lao động cũng sẽ được thúc đẩy. Tuy nhiên, sự thay đổi này chỉ là tạm thời, vì các đại diện sẽ sớm nhận ra tình hình thực tế của sự việc. Vì tiền lương cao kèm theo giá cả cao hơn, nên không có thay đổi thực tế nào về thu nhập, nghĩa là không cần phải tăng cung lao động. Cuối cùng, nền kinh tế sau lần chệch hướng ngắn hạn này, sẽ trở lại điểm xuất phát, hay nói cách khác, trở lại tỷ lệ thất nghiệp tự nhiên.
Kinh tế học vĩ mô tân cổ điển được phổ biến bởi Robert E. Lucas, cũng có đường cong Phillips riêng. Tuy nhiên, mọi thứ trở nên phức tạp hơn trong các mô hình này, vì các kỳ vọng hợp lý đã được giả định. Đối với Lucas, mô hình các hòn đảo tạo nên cơ cấu chung trong đó các cơ chế nằm bên dưới đường cong Phillips có thể được xem xét kỹ lưỡng. Mục đích của mô hình đảo Lucasian đầu tiên (1972) là thiết lập một cơ cấu để hỗ trợ hiểu biết về bản chất của mối quan hệ giữa lạm phát và hoạt động kinh tế thực bằng cách giả định rằng mối quan hệ này không có sự đánh đổi nào mà chính sách kinh tế có thể khai thác được. Ý định của Lucas là chứng minh đường cong Phillips tồn tại mà không thực sự tồn tại. Có một giả thuyết là có sự đánh đổi giữa lạm phát và thất nghiệp hoặc hoạt động kinh tế thực, vì vậy không nghi ngờ gì nữa, có một đường cong Phillips ngắn hạn (hoặc có những đường Phillips ngắn hạn). Mặc dù có ít hành động khả thi hơn đối với chính sách tiền tệ nhằm lừa dối người dân để tăng nguồn cung lao động, nhưng những thay đổi bất ngờ luôn có thể gây ra những thay đổi thực sự. Những mục đích cuối cùng của NHTW khi thay đổi lượng tiền cung ứng là gì? Ví dụ, chủ yếu là: kiểm soát chống chu kỳ. Làm như vậy, chính sách tiền tệ sẽ tăng cung tiền để loại bỏ những tác động tiêu cực của một cú sốc kinh tế vĩ mô không có triển vọng. Tuy nhiên, chính sách tiền tệ không thể dùng sự đánh đổi giữa lạm phát và hoạt động kinh tế thực, vì không có sẵn thông tin về những cú sốc để loại bỏ. Trong tình trạng này, ngân hàng trung ương không thể lập kế hoạch hành động, đó là một chính sách tiền tệ chống chu kỳ. Các đại diện chỉ có thể tự phụ trước những thay đổi bất ngờ, do đó, một chính sách kinh tế nổi tiếng là hoàn toàn vô ích. Tuy nhiên vấn đề là ngân hàng trung ương không thể lường trước những cản trở bất ngờ, bởi vì họ không có lợi thế về thông tin so với các đại diện. Ngân hàng trung ương không có thông tin về cái gì sẽ bị loại bỏ qua các hành động chống chu kỳ. Việc đánh đổi giữa lạm phát và thất nghiệp tồn tại, nhưng nó không thể bị chính sách tiền tệ dùng cho các mục đích chống chu kỳ.
Chương trình nghiên cứu của New Keynes đặc biệt nhấn mạnh các mô hình mà trong đó tiền không mang tính trung lập trong ngắn hạn, và do đó chính sách tiền tệ có thể ảnh hưởng đến nền kinh tế thực.
Kinh tế học hậu Keynes và lý thuyết mạch tiền tệ bác bỏ tính trung lập của tiền tệ, thay vào đó nó nhấn mạnh vai trò của việc vay tiền ngân hàng và tín dụng ngân hàng trong quá trình tạo ra tiền ngân hàng. Những người theo trường phái hậu Keynes cũng nhấn mạnh vai trò của nợ danh nghĩa: vì số nợ danh nghĩa nói chung không liên quan đến lạm phát, lạm phát làm xói mòn giá trị thực của nợ danh nghĩa và giảm phát làm tăng nó, gây ra các tác động trong nền kinh tế thực như trong giảm phát nợ.

## Những lý do cho việc đổi hướng từ tính siêu trung lập
Ngay cả khi tiền mang tính trung lập, để mà mức cung tiền trong mọi thời điểm cũng không tác động đến cường độ thực, tiền vẫn có thể không "dửng dưng": tốc độ tăng trưởng của cung tiền có thể ảnh hưởng đến các biến thực. Tăng tốc độ tăng trưởng tiền làm tăng chỉ số lạm phát dẫn đến suy giảm lợi nhuận thực tế đối với tiền hẹp (không phát sinh lãi suất danh nghĩa). Do đó, mọi người chọn cách phân bổ lại tài sản trong tay họ tránh xa khỏi tiền mặt (nghĩa là nhu cầu về tiền trong thực tế giảm) và chuyển thành các loại tài sản thực như hàng tồn kho hoặc thậm chí tài sản sinh lợi. Sự dịch chuyển trong cầu tiền có thể ảnh hưởng đến lượng tiền có sẵn dùng để cho vay, và những biến đổi kết hợp trong lãi suất danh nghĩa và chỉ số lạm phát có khi làm lãi suất thực thay đổi so với trước đó. Nếu vậy, chi tiêu thực tế cho vốn hiện vật và hàng tiêu dùng lâu bền có thể bị tác động.